# 籾井教業
籾井教業（16世紀—16世紀），日本戰國時代在丹波國的武將。武勇優秀，與赤井直正並稱，被稱為青鬼，不過本人是否真實存在成疑。

## 生平
籾井氏是在16世紀於丹波國多紀郡的篠山盆地割據的新興豪族，居城籾井城（現今丹波篠山市內）在日本古代和中世紀時期，是從京都經由丹波前往山陰地方的必經之路，篠山盆地是山陰道的要衝。
與八上城（現今丹波篠山市內）的波多野氏是姻親關係，以其旗下武將的身份，一同仕於足利義昭。天正3年（1575年），織田信長在流放義昭後，命令羽柴秀吉討伐反抗織田家的丹波諸將，而作為丹波入口的籾井城受到羽柴軍猛攻而陷落。自身亦戰死，籾井氏沒落。

## 疑問
不過，實際上負責攻略丹波的是明智光秀，而最後的籾井城城主是當時還是第20代的籾井綱利。而前述的歷史是根據在江戶時代於民間的波多野氏、籾井氏的舊臣子孫所著的『籾井家日記』等野史。因此關於教業的事績，到底是否史實，已經不能確定。